# آدام همتي
آدام همتي (بالفارسية: آدام همتی)؛ مواليد 22 يناير 1995 في تورونتو) هو لاعب كرة قدم إيراني يجيد اللعب كمهاجم  رفقة نادي لبرسبوليس في دوري المحترفين الإيراني.

## وصلات خارجية
- آدام همتي على موقع قاعدة بيانات كرة القدم.إي يو (الإنجليزية)
- آدام همتي على موقع Soccerway.com (الإنجليزية)
- آدام همتي على MSN Sports
- آدام همتي على World Football